# Fusine (gemeente)
Fusine is een gemeente in de Italiaanse provincie Sondrio (regio Lombardije) en telt 650 inwoners (31-12-2004). De oppervlakte bedraagt 37,5 km², de bevolkingsdichtheid is 18 inwoners per km².

## Demografie
Fusine telt ongeveer 280 huishoudens. Het aantal inwoners steeg in de periode 1991-2001 met 0,8% volgens cijfers uit de tienjaarlijkse volkstellingen van ISTAT.
| Jaar | Inwoneraantal |
| ---- | ------------- |
| 1991 | 652           |
| 2001 | 657           |

## Geografie
De gemeente ligt op ongeveer 285 m boven zeeniveau.
Fusine grenst aan de volgende gemeenten: Berbenno di Valtellina, Cedrasco, Colorina, Foppolo (BG), Forcola, Postalesio, Tartano.